# Seuneubok Rambong (Idi Rayeuk)
Seuneubok Rambong is een bestuurslaag in het regentschap Aceh Timur van de provincie Atjeh, Indonesië. Seuneubok Rambong telt 1725 inwoners (volkstelling 2010).